# Партия народного национального конгресса
Партия народного национального конгресса (англ. People's National Congress, PNC) — одна из ведущих политических партий Папуа — Новая Гвинея. Основана в 1993 году. Находилась у власти в 1997—1999 годах при премьер-министре Уильяме Джеке Скейте, а затем с 2011 по 2022 год при премьер-министрах Питере О’Ниле и Джеймсе Марапе.
По результатам всеобщих выборов 2017 года Партия народного национального конгресса получила 27 из 111 мест в однопалатном Национальном парламенте. 89 депутатов избираются народом, 22 назначаются от провинций. Срок полномочий 5 лет. На сентябрь 2019 года Партия народного национального конгресса занимает 22 места в Национальном парламенте.
Партия народного национального конгресса основана в 1993 году. По результатам всеобщих выборов 2002 года Партия народного национального конгресса получила 2 места в Национальном парламенте, по результатам выборов 2007 года — 4 места, по результатам выборов 2012 года — 27 мест.